# Hubertus Wald

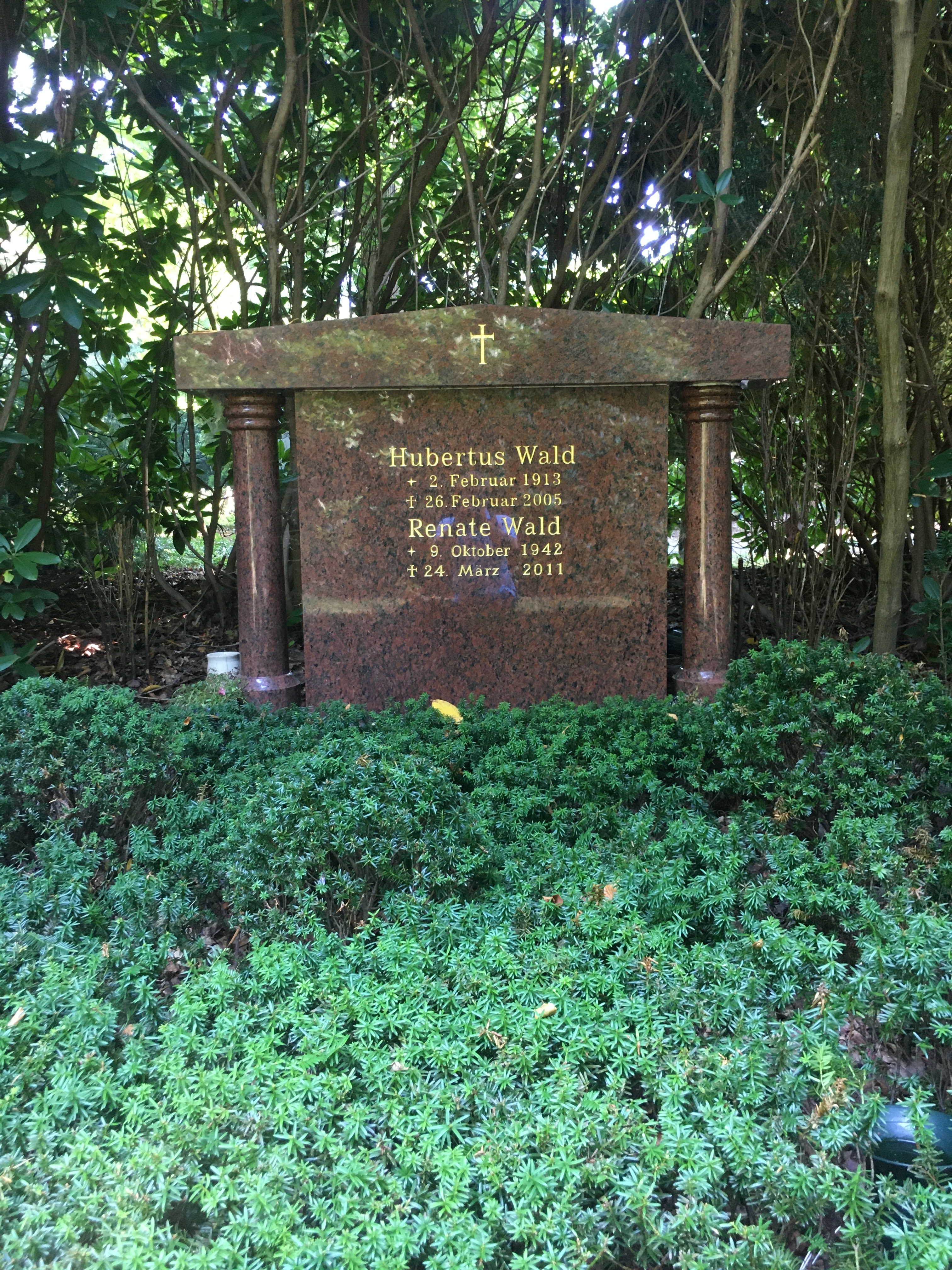
Grabstätte Hubertus Wald auf dem Friedhof Ohlsdorf

Hubertus Wald (* 2. Februar 1913 in Berlin; † 26. Februar 2005) war ein deutscher Kaufmann, Mäzen und Stiftungsgründer.

## Leben
Hubertus Wald wurde als Sohn eines Kunstmalers geboren und erlernte den Beruf eines Kaufmanns. Im Zweiten Weltkrieg wegen einer Verwundung vorzeitig aus dem Kriegsdienst entlassen, eröffnete er 1946 in Karlsruhe sein erstes Kino, welches der Grundstock für ein ganzes Imperium werden sollte. Als Anfang der 1970er-Jahre das Fernsehen immer mehr an Bedeutung gewann, trennte er sich von fast allen Einrichtungen.
Bereits in den 1950er-Jahren hatte Wald damit begonnen, sein Vermögen in Immobilien und Kunst anzulegen und wurde so zu einem der bedeutendsten Kunstsammler Hamburgs. 1993 gründete er die Hubertus-Wald-Stiftung, die verschiedene kulturelle und medizinische Einrichtungen in der Hansestadt fördert und unterstützt, unter anderem die Symphoniker Hamburg, der Kulturpalast Hamburg, die Hamburger Tafel oder das „Hubertus-Wald-Tumorzentrum“ im Universitätsklinikum Hamburg-Eppendorf (UKE).
Verbunden mit seinem Namen sind weiterhin das „Hubertus Wald Kinderreich“ im Museum für Kunst und Gewerbe und das „Hubertus-Wald-Forum“ in der Kunsthalle. Der „Hubertus-Wald-Preis für Onkologie“ und der „Hubertus-Wald-Preis für Nachwuchswissenschaftler“ werden alle zwei Jahre vom UKE vergeben.
Hubertus Wald verstarb 92-jährig an Herzversagen und wurde auf dem Hamburger Friedhof Ohlsdorf im Planquadrat P 11 beigesetzt.
2012 wurde ein Teil seiner Kunstsammlung im Londoner Auktionshaus Christie’s versteigert, deren Erlös der Stiftung zugutekam.